# Dionisio Pérez Viana
Dionisio Pérez Viana (Borja, 8 de diciembre de 1894  - 27 de enero de 1965) fue un periodista y político español del siglo XX.

## Biografía
Natural de Borja, fue periodista, intelectual y escritor. Fue pronto conocido como autor de letras para varios dances y jotas en su comarca desde 1914 y por las conferencias que impartió en su localidad, con las que ganó fama como orador.
Fue colaborador de varios periódicos locales como Aires del Moncayo y su sucesor Ecos del Moncayo, que abandonó por considerar demasiado progresista bajo la dirección de José Sanz Chueca, durante el cisma que dividió a la intelectualidad de la zona del Moncayo en 1922. Fue tras ello corresponsal en su localidad de publicaciones como La Voz de Aragón. Estuvo casado con Carmen Mañas.
Fue elegido alcalde de Borja en 1926, permaneciendo en el cargo hasta 1930. Se le atribuye una buena gestión durante su mandato, especialmente por la repoblación forestal del Santuario de Misericordia y la Muela de Borja y la construcción de la carretera a El Buste. Durante su mandato notablemente el Santuario vivió una etapa de esplendor con la dotación de servicios urbanos y la construcción de nuevas viviendas para la élite zaragozana. Fue también bajo su mandato que se renombró la calle de los alberites a calle de Goya como homenaje al pintor por la celebración del centenario de su muerte y se inauguró Radio Moncayo en 1928.
Tras el advenimiento de la Segunda República Española fue presidente del Centro Social Católico de Borja. Formó parte de la candidatura de la CEDA en las elecciones generales de España de 1936, siendo elegido diputado por la provincia de Zaragoza. Permaneció en el escaño hasta 1939. Se le conoce poca actividad parlamentaria en el periodo, básicamente centrada en temas locales de su distrito como las afecciones por las riadas.
Se retiró de la actividad política al finalizar la Guerra Civil.